# Пащенко Василь Іванович
Васи́ль Іва́нович Па́щенко (*бл. 1875 — †1914) — український художник, іконописець.

## Життєпис
Народився близько 1875 року. Дворянського роду. 
Навчався у Полтавському Олександрівському реальному училищі (малювання викладав Федір Семенович Погребщиков). Відвідував студію Григорія Мясоєдова. 
Був вільним слухачем Вищого художнього училища при Російській Імператорській Академії мистецтв.
Помер у 1914 році у Полтаві.
Серед робіт: ікони у псевдоруському стилі для Преображенської, Троїцької та Архієрейської церков у Полтаві (знищені), портрети, картини на біблійні сюжети «Відвернення страти», «Ігор у пустелі», «Чудесне визволення святого апостола Петра з темниці», «Самсон і Даліла». Кілька творів Пащенка зберігаються у Художньому музеї школи № 6 міста Полтави.